# اللغة المارشالية
لغة مارشالية وتسمى أيضا إيبون وهي من اللغات الملايو بولينيزية، يتكلم بها في جزر المارشال ويتكلمها حوالي 44000 نسمة ولها لهجتان الراليك وهي الغربية و راتاك الشرقية.